# ТЕС Нуадібу
20°53′43.4″ пн. ш. 17°3′26.0″ зх. д. / 20.895389° пн. ш. 17.057222° зх. д.
ТЕС Нуадібу — теплова електростанці у Мавританії, розташована у приморському місті Нуадібу за 330 км північніше від столиці країни Нуакшота.
Перші чотири генератори виробництва французької компанії Pielstick типу 12PC2.5V400D одиничною потужністю 5,5 МВт встановили тут ще у 1978 році. При цьому станом на 2009 рік вони забезпечували поставку в мережу лише 10 МВт.
В 2004-му започаткували проект розширення станції шляхом встановлення двох генераторів фінської компанії Wartsila типу VASA46V12 потужністю по 11 МВт. Він просувався з затримками, внаслідок чого зазначене обладнання ввели в експлуатацію лише у 2012 році.